# Gran Premio motociclistico del Belgio 1955
Il Gran Premio motociclistico del Belgio fu il quinto appuntamento del motomondiale 1955.
Si svolse il 3 luglio 1955 presso il circuito di Spa-Francorchamps alla presenza di oltre 80.000 spettatori, ed erano in programma le classi 350, 500 e sidecar.
Prima gara della giornata quella della 350, vinta da Bill Lomas (Moto Guzzi) su August Hobl (DKW).
Seguì la gara dei sidecar, che per un errore nel cronometraggio si svolse su 7 giri anziché 8. Vinse Wilhelm Noll, mentre Cyril Smith, in lotta con il tedesco, fu costretto a fermarsi poco prima del termine della gara.
In 500 Geoff Duke fu costretto al ritiro per problemi meccanici; la vittoria andò all'altro gilerista Giuseppe Colnago. Il podio fu tutto appannaggio delle quattro cilindri arcorensi. Nelle prove fece la sua prima apparizione la Guzzi V8.

## Classe 500

### Arrivati al traguardo
| Pos. | Pilota            | Moto       | Tempo        | Punti |
| ---- | ----------------- | ---------- | ------------ | ----- |
| 1    | Giuseppe Colnago  | Gilera     | 1h 10' 51" 1 | 8     |
| 2    | Pierre Monneret   | Gilera     | +43" 8       | 6     |
| 3    | Léon Martin       | Gilera     | +2' 35" 6    | 4     |
| 4    | Duilio Agostini   | Moto Guzzi | +2' 38" 2    | 3     |
| 5    | Auguste Goffin    | Norton     | +5' 00" 6    | 2     |
| 6    | John Storr        | Norton     | +1 giro      | 1     |
| 7    | Jack Ahearn       | Norton     | +1 giro      |       |
| 8    | Lawrence Aislabie | Norton     | +1 giro      |       |
| 9    | Robert Matthews   | Norton     | +1 giro      |       |
| 10   | Edouard Texidor   | Norton     | +1 giro      |       |
| 11   | Bob Brown         | Matchless  | +1 giro      |       |
| 12   | John Hempleman    | Norton     | +1 giro      |       |
| 13   | Philip Heath      | Norton     | +1 giro      |       |
| 14   | Peter Davey       | Norton     | +1 giro      |       |
| 15   | Arthur Wheeler    | Matchless  | +1 giro      |       |
| 16   | Eddie Grant       | Norton     | +1 giro      |       |
| 17   | Frederick Cook    | Norton     | +1 giro      |       |

### Ritirati
| Pilota            | Moto       | Motivo ritiro    |
| ----------------- | ---------- | ---------------- |
| Reg Armstrong     | Gilera     |                  |
| Geoff Duke        | Gilera     | guasto meccanico |
| Tony McAlpine     | BMW        |                  |
| Fernando Aranda   | Norton     |                  |
| William Collett   | Matchless  | incidente        |
| Javier de Ortueta | Norton     |                  |
| Pierre Nicholas   | Norton     | incidente        |
| Fergus Anderson   | Moto Guzzi |                  |
| Carlo Bandirola   | MV Agusta  |                  |
| Tito Forconi      | MV Agusta  |                  |
| Alfredo Milani    | Gilera     |                  |

## Classe 350

### Arrivati al traguardo
| Pos. | Pilota             | Moto       | Tempo     | Punti |
| ---- | ------------------ | ---------- | --------- | ----- |
| 1    | Bill Lomas         | Moto Guzzi | 54' 47" 7 | 8     |
| 2    | August Hobl        | DKW        | +14" 9    | 6     |
| 3    | Keith Campbell     | Moto Guzzi | +2' 14" 2 | 4     |
| 4    | Cecil Sandford     | Moto Guzzi | +2' 27" 6 | 3     |
| 5    | Roberto Colombo    | Moto Guzzi | +2' 32" 8 | 2     |
| 6    | Hans Bartl         | DKW        | +2' 57" 7 | 1     |
| 7    | Hans Baltisberger  | NSU        | +3' 19" 6 |       |
| 8    | Auguste Goffin     | Norton     | +4' 15"   |       |
| 9    | Jack Ahearn        | Norton     | +4' 35" 6 |       |
| 10   | Jules Nies         | Norton     | +1 giro   |       |
| 11   | Bob Brown          | AJS        | +1 giro   |       |
| 12   | John Hempleman     | Norton     | +1 giro   |       |
| 13   | Tommy Wood         | Norton     | +1 giro   |       |
| 14   | Eric Houseley      | AJS        | +1 giro   |       |
| 15   | Arthur Wheeler     | AJS        | +1 giro   |       |
| 16   | F. Cook            | AJS        | +1 giro   |       |
| 17   | Bob Matthews       | Velocette  | +1 giro   |       |
| 18   | Edouard Texidor    | AJS        | +1 giro   |       |
| 19   | Pierrot Vervroegen | Norton     | +1 giro   |       |
| 20   | A. Van Fleteren    | AJS        | +2 giri   |       |
| 21   | Francis Flahaut    | Norton     |           |       |

## Classe sidecar

### Arrivati al traguardo
| Pos | Pilota             | Passeggero         | Moto      | Tempo     | Punti |
| --- | ------------------ | ------------------ | --------- | --------- | ----- |
| 1   | Wilhelm Noll       | Fritz Cron         | BMW       | 38' 21" 2 | 8     |
| 2   | Willi Faust        | Karl Remmert       | BMW       | +1" 1     | 6     |
| 3   | Walter Schneider   | Hans Strauß        | BMW       | +47" 3    | 4     |
| 4   | Julien Deronne     | Bruno Leys         | BMW       | +1' 16"   | 3     |
| 5   | Peter 'Pip' Harris | Ray Campbell       | Matchless | +1' 38" 2 | 2     |
| 6   | Jacques Drion      | Inge Stoll-Laforge | Norton    | +1' 55"   | 1     |
| 7   | Jean Murit         | Francis Flahaut    | BMW       | +2' 40" 4 |       |
| 8   | Florian Camathias  | Maurice Büla       | BMW       | +3' 08" 7 |       |
| 9   | Marcel Masuy       | n.d.               | Norton    | +4' 22" 5 |       |
| 10  | Pierrot Vervroegen | Raymond Bogaerdt   | Norton    | +6' 30" 5 |       |
| 11  | Rausens            | n.d.               | Norton    | +1 giro   |       |
| 12  | Gobel              | n.d.               | Norton    | +1 giro   |       |

## Fonti e bibliografia
- Corriere dello Sport, 4 luglio 1955, pag. 5.
- Risultati della 500 su autosport.com, su autosport.com.